# Третяк Олександр Леонідович
Олександр Леонідович Третяк (25 січня 1951, с. Володимирівка) — генерал-майор, колишній заступник голови Донецької облдержадміністрації, екс-начальник управлінь Служби безпеки України в Донецькій та Луганській областях.

## Життєпис
Народився 25 січня 1951 року в селі Володимирівка (Волноваський район Донецької області).
У 1975 році закінчив Харківський юридичний інститут.
З 1975 по 1991 роки — служив в органах КДБ СРСР, з 1991 по 2002 роки — в Службі Безпеки України (СБУ).
З 2002 по 2005 роки обіймав посаду заступника голови Донецької облдержадміністрації.
З 2005 по 2006 роки — перший заступник начальника управління СБУ в Донецькій області, посаду начальника у цей час займав Петрулевич Олександр Миколайович, який активно боровся з сепаратизмом.
У 2006 році — виконувач обов'язків заступника голови, заступник голови Донецької облдержадміністрації.
23 березня 2010 року Янукович призначив Третяка керівником УСБУ в Луганській області, трохи пізніше присвоївши звання генерал-майора. Попередниками Третяка були Погребицький Микола Леонідович (у 2005—2007 роках), та Ратієв Сергій Володимирович (у 2007—2010 роках).
У 2010—2014 рр. Третяк очолював СБУ Луганської області, а в 2014 році працював радником губернатора Сергія Тарути.
За час його роботи у Луганську у 2011 р. СБУ розкрила схему крадіжки вугілля на ДП «Ровенькиантрацит». З цього приводу начальник СБУ в Луганській області, генерал-майор Олександр Третяк заявив наступне: «На ДП „Ровенькиантрацит“ посадові особи шахти в змові з залізничниками та комерційною структурою реалізовували наступну схему. На шахті вантажаться вагони, які потім відправляються на ЦЗФ, там вугілля збагачується і далі реалізується те чи населенню, то електростанціям. З допомогою залізничників частина вагонів нібито выбраковывали у відстій. Потім переоформляли документи таким чином, ніби вугілля належить комерційній структурі. Гроші від його реалізації, природно, надходили в кишені розкрадачів», — зазначив Олександр Третяк. За його словами, групу взяли на гарячому при формуванні складу потягу. Задокуметировано за дві ночі розкрадання 12 вагонів з вугіллям на суму понад 0,5 мільйонів гривень..
У 2012 р. за рекомендацією Третяка працівник УСБУ в Луганській області, полковник Басов Олександр Васильович (народився 16 жовтня 1971 року) був переведений у 2012 р. начальником відділу кадрів в управління СБУ по Києву та Київській області, але вже у 2014 р. повернувся до Луганська та перейшов на сторону ЛНР.
14 лютого 2014 року представники політичних партій «Батьківщина», «Свобода», «Удар» і радикальної партії Олега Ляшка провели пікетування будівлі Управління СБУ в Луганській області. Цілі пікетування відомства у присутніх були різні: «Удар» протестував проти політичних репресій, а «свободівці» вимагали дати правову оцінку заяві Луганського округу Донських козаків і притягти козаків до відповідальності за заклики до іноземного втручання в справи України. Раніше у ЗМІ було розповсюджено звернення Донського козацтва Луганщини до Президента РФ з проханням надати допомогу Україні «у разі поглиблення політичної кризи і спроб введення на її територію військ НАТО». У ході пікетування, до опозиціонерів вийшли співробітники Управління СБУ в Луганській області і подарували присутнім валентинки і повітряні кульки. Також до опозиціонерів вийшов начальник Управління СБУ в Луганській області Олександр Третяк.
«Ми готові з кожним з вас зустрітися. Якщо у вас є конкретні факти про порушення наших законів, то ми готові вислухати, задокументувати і провести розслідування. Якщо ні — то будь ласка, не заважайте нам працювати», — сказав А. Третяк. У відповідь на слова А. Третяка, голова луганської «Свободи» Артем Заїка став цікавитися, яка буде реакція відомства на звернення козаків і заявив, що «всі розуміють, хто стоїть за цим зверненням козаків».
«Давайте поговоримо про ситуацію, яка склалася навколо звернення так званих отаманів Донських козаків, які насправді є підтанцьовкою губернатора Пристюка і виконують роль Жириновського: слова, які не може сказати Володимир Путін, говорить громадянин Жириновський. Тут точно так само, думки Пристюка кажуть в рупор Донські козаки», — сказав А. Заїка.
Як зазначив на це Третяк, у відповідь на заяву А. Заїки, «кожен має право вільно висловлювати свої погляди». «У вас на прапорах написано „Свобода“. Однак, ви мовчите, коли окремі особи на Майдані закликають до введення військ НАТО. Тим не менш піднімаєте питання, коли мова йде про Росію. І те, і це — неправомірно. Якщо б ви захотіли розібратися, ви б прийшли із заявою, сіли, і в присутності слідчого апарату ми б з вами розібралися. А так, це просто ваш особистий піар. Проводити з вами в такому форматі діалог — це схоже на базарний торг», — повідомив Третяк.
Але саме станом на 14 лютого 2014 року став відомий результат перевірки СБУ щодо звернення козаків.
«Управлінням Служби безпеки України в Луганській області проведена перевірка інформації, опублікованої в загальнонаціональних та регіональних ЗМІ, щодо публічних звернень Луганських козаків Донського округу до президента Російської Федерації. Проведений аналіз звернення свідчить про те, що викладена в ньому інформація не містить достатніх даних про вчинене кримінальне правопорушення, передбачене Кримінальним кодексом України, а саме, статтями 109, 110, 111, 436, 437», — йдеться в повідомленні прес-служби відомства..

## Третяк таЛуганська народна республіка
За показами Петрулевича, Третяк активно сприяв сепаратистам, допомагав створювати бандформування та надавав для них зброю. Через це Петрулевич, зайнявши 10 березня 2014 року посаду начальника управління СБУ в Луганській області, мусив усунути з посад з управління Служби безпеки України низку людей, що мали близький контакт з Третяком.
Екс-заступник начальника управління СБУ в Луганській області Олег Животов розказав наступне: «Наше місцеве керівництво СБУ мало дуже тісні зв'язки з росіянами. Мова йде про Третяка, який колись був начальником охорони в Партії регіонів і думав, що стане головою СБУ при Януковичі. Але врешті-решт став керівником Хорошковський, а Третяк поїхав заробляти на онуків в Луганськ, зокрема „кришував“ контрабанду. Зв'язки з ФСБ були постійними. Вони приїжджали до нас у гості, Третяк з керівниками їздив в Ростов. Доходило до того, що в нашому управлінні постійно висіла реклама відпочинку у відомчому санаторії ФСБ. Аж до середини березня 2014-го! Не знаю, може, когось здивував його недавній перехід на бік „ДНР“, але не мене. Він просто чекав, поки не виміняють його сина-зрадника, якого затримала контррозвідка»..
Також Животов особливо зазначив наступне: «Коли в березні 2014-го Третяк пішов, а на його місце призначили Олександра Петрулевича, останній, прийшовши в СБУ, побачив, що зникли всі оперативно-розшукові справи, списки агентури, багато агентурної інформації, майже вся документація. Як казав мені Петрулевич, коли він викликав начальника секретної частини, той почав м'ятися, мовляв, ми все спалили. Але коли новопризначений начальник вимагав показати точне місце або бочки, де це все було спалено, той став говорити, мовляв, ми не в Луганську палили, в Стаханові, потім згадав про Красний Луч. Коротше кажучи, зрозуміло, що Третяк документацію вивіз у Росію. І саме наша агентура, яку ми вели і вербували, потім зіграла чималу роль у захопленні СБУ».
Короткий час, з березня по травень 2014 року Третяк був радником губернатора Донецької області Сергія Тарути з питань безпеки, згодом його заступив Костянтин Батозький. За цей час Третяк намагався викривати сепаратизм, оприлюднив плани збройного заколоту та згадав про роль у них Росії, констатуючи наступне: «Вимоги протестувальників постійно завищуються, і все йде до того, що ці умови йдуть з Росії»..
Зокрема, 22 квітня 2014 року радник голови Донецької облдержадміністрації Олександр Третяк попередив, що сепаратисти в Донецьку виношують плани захоплення операторів кабельного телебачення: «Агресивно налаштовані громадські діячі обговорюють між собою питання можливого захоплення операторів кабельного телебачення. Для відома всім. Обговорюється питання про можливі захопленнях операторів кабельного телебачення. Тому прохання до всіх: разом з силовиками вникнути в цю ситуацію, подивитися, в яких приміщеннях знаходиться обладнання, і по максиму посилити охорону. Якщо не вийде, то тоді потрібно розглянути заходи з відключення телеканалів».
23 квітня 2014 року Третяк заявив: "«Пушилин вважає, що в даний час Самопроголошена „Донецька народна республіка“ контролює 90 % відсотків території Донецької області. Він впевнений в успішності проведення референдуму 11 травня з питанням про незалежність республіки. Для цього знаходять 85 мільйонів гривень, тобто, не дивлячись на переговори, вимоги весь час підвищуються і створюється враження, що вони диктуються з-за меж України, головним чином з Росії».
Коментуючи сутички у Донецьку, коли було побито учасників мітингу за єдність України, Третяк 28 квітня 2014 року заявив наступне: «В Артемівську глава міста на місці, і активні громадяни не дають там проводити провокації. А самими напруженими містами залишаються Слов'янськ, Донецьк і Маріуполь. Вчора в Донецьку відбувся дуже серйозний конфлікт. Але мітингувальники за єдність України самі його спровокували, коли їздили з національними прапорами перед активістами в ОДА». Третяк конкретизував це наступним чином: «Представники ДНР очікували зустрічі з футбольними фанатами, і коли їх не виявилося на місці, вони напали на проукраїнський мітинг, після чого сталася бійка. На проукраїнському мітингу були представники ВО „Батьківщина“ та інших політичних партій, і організована молодь. Треба відзначити, що представники правоохоронних органів і в цей раз спрацювали професійно, і якщо б не вони, то були б великі втрати, а так всього постраждало 14 осіб»..
Наступного дня, 29 квітня 2014 року Третяк закликав до посилення боротьби з сепаратизмом: «У всіх містах і районах регіону, де органи місцевого самоврядування працювали з місцевим активом (наприклад, з ветеранами Афганістану, козаками, молоддю та прогресивно налаштованою громадськістю), вдається тримати ситуацію, не допускаючи ніяких конфліктів і агресивних проявів з боку осіб, які порушують громадський порядок. Таам, де цього не відбувається, агресія як раз і проявляється. Я можу сказати, що це оцінка роботи кожного керівника — він працює з народом, з електоратом, користується він підтримкою політичних структур громадськості. Ось там такий порядок існує», — сказав Третяк. При цьому він повідомив, що якщо в Артемівську (Донецька область) міський голова працює, то там збираються люди і дають відсіч проросійським акціям, а де втрачені зв'язки з громадськістю і всі механізми, там і відбуваються збої в роботі..
У червні 2015 року син Олександра Третяка — підполковник СБУ Олександр Третяк — був затриманий співробітниками СБУ за підозрою у співпраці з ГРУ Генштабу ЗС Росії.
Третяка молодшого звинуватили в передачі даних про дислокацію українських військових. Але згодом його було випущено з тюрми.
29 листопада 2015 року у Донецьку в будинку так званого МДБ ДНР відбувся брифінг генерал-майора СБУ Третяка Олександра Леонідовича, на якому той оголосив про перехід на сторону ДНР.
Перехід Третяка на бік ворога став другим подібним випадком зради військовика СБУ генеральського звання, починаючи з часу втечі в РФ у 2014 р. голови СБУ Олександра Якименка та його першого заступника Володимира Тоцького. Також варто зазначити, що у 2014 р. вибули з СБУ ставленики Турчинова та Наливайченка — Абсалямов Олег Галінжанович, останній начальник Головного управління Служби безпеки України в Автономній Республіці Крим з 7 березня по 15 квітня 2014 року, який припинив контакти з СБУ й лишився жити з родиною у м. Симферополь, та Сальва Михайло Антонович, останній начальник управління Служби безпеки України у м. Севастополі з 5 березня по З квітня 2014 року, який також припинив контакти з СБУ та лишився жити з родиною у м. Севастополь.
14 лютого 2017 року Шевченківським районним судом м. Києва задоволено клопотання Генеральної прокуратури України про здійснення спеціального досудового розслідування у кримінальному провадженні, що розслідувалось Головним слідчим управлінням Служби безпеки України, стосовно громадянина України, колишнього генерала Служби безпеки України Третяка, який, діючи за попередньою змовою групою осіб, розповсюдив із використанням засобів масової інформації матеріали із закликами до насильницької зміни, повалення конституційного ладу та до захоплення державної влади. Його було оголошено у міжнародний розшук..
Військове звання — генерал-майор.
Одружений, має сина.